# Apollo (sommerfugl)
 For alternative betydninger, se Apollo. (Se også artikler, som begynder med Apollo)
Apollo (Parnassius apollo) er en sommerfugl i Svalehalefamilien. Apollo findes typisk i bjergområder, men i Skandinavien kan man finde den helt ned på kysten. Den yngler ikke i Danmark, men er yderst sjældent fundet som strejfer her. Den ses fra midt i juli til ind i september. Apolloen holder til på stenet grund med sankthansurt og lignende stenurter. Apolloen er fredet i det meste af Europa og optaget på Washington-konventionen.

## Udseende
- ♀ overside
- ♀ underside
- ♂ overside
- ♂ underside

Apolloens udseende varierer enormt, faktisk er den underinddelt i over 300 forskellige underarter. De danske apolloer har alle været af den store variant med et vingefang omkring 9 cm, der normalt findes i Mellemsverige. Sommerfuglen er hvid, med sorte og grå tegninger. På bagvingerne har de fleste individer to tydelige røde eller orange ringe.

## Livscyklus
Ægget lægges på eller i nærheden af værtsplanten. Larven overvintrer i ægget. I april klækkes ægget. I juni er larven udvokset og forpupper sig. Efter 2-3 uger klækkes puppen og den voksne apollo kommer frem.

## Foderplanter
Tidsler, knopurt, blåhat, skær, sankthansurt og andre stenurter og skærmplanter.